# آبیوکس
آبیوکس (انگلیسی: Abivax) شرکت داروسازی فرانسوی است، که در سال ۲۰۱۳ تأسیس شد.